# Giuseppe Tonucci
Giuseppe Tonucci (Fano, Pesaro i Urbino, Marques, 9 de març de 1938 – Pesaro, 11 d'octubre de 1988) fou un ciclista italià, professional entre 1961 i 1963.
Com a amateur va prendre part en els Jocs Olímpics d'estiu de Roma de 1960, en què disputà la cursa en carretera individual, finalitzant la cursa en 19a posició. Tot seguit passà al professionalisme, però sols durant un breu període de tres anys, en els què guanyà una etapa al Giro d'Itàlia de 1962.

## Palmarès
- 1959
  - Vencedor d'una etapa a la Cursa de la Pau
- 1961
  - 1r al Gran Premi Cemab - Mirandola
- 1962
  - Vencedor d'una etapa al Giro d'Itàlia

### Resultats al Giro d'Itàlia
- 1961. Abandona
- 1962. Abandona. Vencedor d'una etapa
- 1963. 86è de la classificació general

### Resultats al Tour de França
- 1962. 88è de la classificació general